# Waldeckia elephas
Waldeckia elephas is een vlokreeftensoort uit de familie van de Lysianassidae. De wetenschappelijke naam van de soort is voor het eerst geldig gepubliceerd in 1980 door Hirayama & Kikuchi.